# Triodontella modesta
Triodontella modesta är en skalbaggsart som beskrevs av Louis Albert Péringuey 1892. Triodontella modesta ingår i släktet Triodontella och familjen Melolonthidae. Inga underarter finns listade i Catalogue of Life.